# Троллейбусное депо № 3 (Киев)
Троллейбусное ремонтно-эксплуатационное депо № 3 (сокращенно ТРЭД № 3) — третье по количество троллейбусных маршрутов в Киеве: 11 маршрутов, в том числе один ночной. Депо открыто 1 октября 1968 года на ул. Народного ополчения (ныне улица Святослава Храброго), 14.
В 1978 году, на территории депо была построена опытно-исследовательская диагностическая линия НИКТИ ГХ, которая позволяла оперативно монтировать и демонтировать опытные образцы различных вариантов диагностического оборудования. Эксплуатирующиеся в депо более 300 троллейбусов, большая часть которых была соединена по системе Владимира Веклича в поезда, давали возможность использовать в исследованиях массив машин, находящихся в реальной эксплуатации. Работы производились сотрудниками института под личным руководством директора Владимира Веклича. Их результаты он обобщил в книге и докторской диссертации. Результатом работ стало внедрение свыше 450 контрольно-диагностических стендов, более чем в 30-ти городах страны, в том числе в гг. Москва, Киев, Минск, Львов, Таллин, Алма-Ата, Баку и др.(более чем в 50 депо СССР).
Исполняющий обязанности директора — Смирнова Наталья Васильевна.
Депо обслуживает маршруты Соломенского района и центра Киева.
На балансе депо числится 130 троллейбусов различных моделей, из которых на линию выходит около 95 машин.

## Маршруты

### Маршруты, которые эксплуатируются сейчас
| №   | Конечный пункт                |                                       | Маршрут | Примечание                |
| --- | ----------------------------- | ------------------------------------- | --- | ------------------------- |
| 3   | Железнодорожный массив        | Станция метро «Дворец спорта»         | ул. Волгоградская — ул. Соломенская — Соломенская площадь — ул. Василия Липковского — ул. Льва Толстого — ул. Жилянская / Саксаганского — ул. Шота Руставели (В обратном направлении — ул. Эспланадная) |                           |
| 8   | ул. Смелянская                | Станция метро «площадь Льва Толстого» | ул. Ушинского — ул. Донецкая — Севастопольская площадь — Воздухофлотский просп. — просп. Победы — площадь Победы — бульв. Тараса Шевченко — Бессарабская площадь — ул. Большая Васильковская (В обратном направлении — ул. Льва Толстого — ул. Владимирская) |                           |
| 9   | Аэропорт «Киев»               | Станция метро «Дворец спорта»         | Воздухофлотский просп. — Севастопольская площадь — Воздухофлотский просп. — ул. Ивана Огиенко — ул. Георгия Кирпы — ул. Льва Толстого — ул. Жилянская / Саксаганского — ул. Шота Руставели (В обратном направлении — ул. Эспланадная) |                           |
| 17  | Площадь Космонавтов           | Станция метро «площадь Льва Толстого» | ул. Ереванская / ул. Авиаконструтора Антонова -ул. Курская / ул. Авиаконструтора Антонова — Воздухофлотский просп. — просп. Победы — площадь Победы — бульв. Тараса Шевченко — Бессарабская площадь — ул. Большая Васильковская (В обратном направлении — ул. Льва Толстого — ул. Владимирская)                                                                                           |                           |
| 19  | Площадь Космонавтов           | ул. Ольжича                           | ул. Ереванская / ул. Авиаконструтора Антонова -ул. Курская / ул. Авиаконструтора Антонова — Воздухофлотский просп. — ул. Вячеслава Черновола — ул. Мельникова — ул. Дорогожицкая — ул. Елены Телиги — ул. Олега Ольжича |                           |
| 19д | ул. Мельникова (ул. Пугачова) | ул. Кадетский Гай                     | ул. Мельникова — ул. Вячеслава Черновола — Воздухофлотский просп. — Севастопольская площадь — ул. Народного Ополчения — ул. Кадетский Гай |                           |
| 22  | ул. Ольжича                   | Аэропорт «Киев»                       | ул. Елены Телиги — ул. Александра Довженко — ул. Вадима Гетьмана — Чоколовский бульв. — Севастопольская площадь — Воздухофлотский просп. |                           |
| 27  | жд. ст. «Киев-Волынский»      | Станция метро «Почайна»               | ул. Пост-Волынская — Отрадный просп. — ул. Гарматная / ул. Николая Голего — ул. Борщаговская — Индустриальный путепровод — ул. Вадима Гетьмана — ул. Александра Довженко — ул. Елены Телиги — просп. Степана Бандеры — Оболонский просп. |                           |
| 40  | ул. Кадетский Гай             | Станция метро «Дворец спорта»         | ул. Кадетский Гай — ул. Народного Ополчения — Севастопольская площадь — Воздухофлотский просп. — Соломенская площадь — ул. Соломенская — ул. Протасов Яр — ул. Ивана Федорова — ул. Большая Васильковская / ул. Антоновича — ул. Шота Руставели (В обратном направлении — ул. Эспланадная)                                                                                                |                           |
| 40к | ул. Кадетский Гай             | ул. Жилянская                         | ул. Кадетский Гай — ул. Народного Ополчения — Севастопольская площадь — Воздухофлотский просп. — Соломенская площадь — ул. Соломенская — ул. Протасов Яр — ул. Ивана Федорова — ул. Большая Васильковская / ул. Антоновича | Работает только по будням |
| 42  | Станция метро «Лыбедская»     | ул. Дегтярёвская                      | ул. Александра Довженко - ул. Вадима Гетьмана - Чоколовский бульв. - Севастопольская площадь - просп. Валерия Лобановского - Демеевская площадь - бульв. Дружбы Народов |                           |
| 92Н | просп. Свободы                | Аэропорт «Киев»                       | просп. Василия Порика — просп. Правды — ул. Маршала Гречко — площадь Валерия Марченка — ул. Данила Щербакивского — просп. Победы — Воздухофлотский просп. — ул. Ивана Огиенко — ул. Георгия Кирпы — Железнодорожный вокзал «Южный» — ул. Ивана Огиенко — Воздухофлотский проспект — Севастопольская площадь — Воздухофлотский проспект (В обратном направлении — ул. Народного Ополчения) | Ночной                    |

### Маршруты, которые отменены
| №   | Начальный пункт          | Конечный пункт              | Примечание |
| --- | ------------------------ | --------------------------- | --- |
| 8а  | Аэропорт «Киев»          | ул. Терещенковская          | Действовал в течение проведения ЕВРО-2012                                                                                                   |
| 13  | Станция метро «Почайна»  | ст. СТ «Индустриальная»     | Перенумерация на № 27к (21.03.2000) |
| 21  | ул. Кадетский Гай        | ул. Дегтяревская            | Отменен 15.11.2016 в связи с продлением Тр.30 до ул. Кадетский Гай                                                                          |
| 21к | ул. Кадетский Гай        | ул. Борщаговская            | Действовал на период реконструкции Шулявского путепровода                                                                                   |
| 22к | Аэропорт «Киев»          | ул. Борщаговская            | Действовал на период реконструкции Шулявского путепровода                                                                                   |
| 27к | ст. СТ «Индустриальная»  | жд.ст. «Киев-Волынский»     | Отменен в апреле 2014 года, работал только в вечерние часы «пик» по будням; позже действовал на период реконструкции Шулявского путепровода |
| 27а | Станция метро «Почайна»  | ул. Дегтяревская            | Действовал на период реконструкции Шулявского путепровода                                                                                   |
| 28  | Станция метро «Почайна»  | ст. ЛШТ «Генерала Ватутина» | Отменён в ноябре 2013 года. Скоростной |
| 42д | жд. ст. «Киев-Волынский» | Станция метро «Лыбедская»   | Действовал на период реконструкции Шулявского путепровода; обслуживался совместно с ТРЭД №1                                                 |

### Маршруты, которые раньше обслуживались ТРЭД № 3
| №  | Начальный пункт   | Конечный пункт            | Примечание                                |
| -- | ----------------- | ------------------------- | ----------------------------------------- |
| 7  | ул. Чернобыльская | Станция метро «Шулявская» | Обслуживался совместно с ТРЭД №2          |
| 30 | ул. Милославская  | ул. Кадетский Гай         | Обслуживался совместно с Куреневским ТРЭД |

## История

### Маршруты от1 января1960 года
- 23 декабря 1967 года введена новая линия от просп. Космонавта Комарова до Воздухофлотской ул, пущен маршрут № 22 «ул. Щусева — Севастопольская площ.».
- 1967 год Начало эксплуатации троллейбусов марки Škoda 9Tr, Škoda 9Tr12
- 1968 год Начало эксплуатации троллейбусов марки Škoda 9Tr13
- 1 октября 1968 года построено депо № 3 на Чоколовке в районе Рыбкомбината.
- В ноябре 1969 года перестроена часть линии от рыбкомбината до аэропорта.

### Маршруты от1 января1970 года
- 1972 год Начало эксплуатации троллейбусов марки Škoda 9Tr17
- 23 декабря 1976 года закрыто движение по просп. Космонавта Комарова до бул. И. Лепсе в связи со строительством скоростного трамвая, сокращён маршрут № 21 «ул. Демьяна Бедного — Индустриальный путепровод».
- 1 июля 1977 года введена новая линия «просп. Космонавта Комарова — Домостроительный комбинат № 3» по Отрадному просп, пущен маршрут № 27 «ул. Демьяна Бедного — Домостроительный комбинат № 3».
- 1978 год Начало эксплуатации троллейбусов марки Škoda 9TrH25, Škoda 9TrH27
- В конце 1970-х годов маршрут № 22 продлён до аэропорта.

### Маршруты от1 января1980 года
- 1981 год Опытная эксплуатация троллейбуса марки Škoda 14Tr0
- 1981 год Начало эксплуатации троллейбусов марки Škoda 9TrH29
- 6 ноября 1981 года введена новая линия «ул. Ольжича — станция метро „Петровка“» по ул. Е. Телиги и Московскому просп, сюда продлён маршрут № 27 «Домостроительный комбинат № 3 — Станция метро „Петровка“».
- 1983 год Начало эксплуатации троллейбусов марки Škoda 14Tr01, Škoda 14Tr02, Škoda 14Tr04
- 1983 год Начало эксплуатации троллейбусов марки Škoda 14Tr06, Škoda 14Tr07, Škoda 14Tr02/6
- 1988 год Начало эксплуатации троллейбусов марки Škoda 14Tr89/6 (Бортовой номер 398) и DAC 217E

### Маршруты от1 января1990 года
- 1992 год Начало эксплуатации троллейбусов марки Киев-11у
- 1992 год Конец эксплуатации троллейбусов марки Škoda 9Tr17
- 11 января 1995 года введена новая линия от депо № 3 до Кадетского Гая, сюда пошёл маршрут № 21 «станция метро „Шулявская“ — Кадетский Гай».
- 1995 год Начало эксплуатации троллейбусов марки ЮМЗ Т2 и Киев-12(Был передан в ТД № 4 в 1996 году. С пассажирами не работал)
- 24 октября 1996 года открыто движение по ул. Терещенковской от бул. Т. Шевченко до ул. Л. Толстого, сюда направлен маршрут№ 9 «ул. Терещенковская — аэропорт „Киев“», продлены до площ. Л. Толстого маршруты № 8 «площ. Л. Толстого — ул. Смелянская»
- 1996 год Конец эксплуатации троллейбусов марки Škoda 9Tr и Škoda 9Tr13
- 1996 год Начало эксплуатации троллейбусов марки Škoda 14Tr17/6M
- 1999 год Конец эксплуатации троллейбусов марки Škoda 9Tr12, Škoda 9TrH25, Škoda 9TrH27 и Škoda 9TrH29

### Маршруты от1 января2000 года
- 22 августа 2001 года введена новая линия «ул. Эспланадная — Железнодорожный массив» по ул. Эспланадной, Саксаганского, Урицкого, Соломенской, пущен маршрут № 3 «Дворец Спорта — Железнодорожный массив», а также изменено движение маршрута № 9 «Дворец Спорта — Аэропорт „Киев“».
- 2004 год Начало эксплуатации троллейбусов марки МАЗ-103Т
- 2005 год Конец эксплуатации троллейбусов марки Škoda 14Tr01, DAC-217E и Киев-11у
- 24 апреля 2005 года — 11 ноября 2006 года работала новая односторонняя линия по ул. Шота Руставели от Республиканского стадиона до бул. Леси Украинки, изменено направление маршрута № 3
- 3 июля 2006 года открыт маршрут № 27а «Домостроительный комбинат № 3 — Индустриальный путепровод».
- 2006 год Начало эксплуатации троллейбусов марки ЛАЗ E183D1
- В конце 2000-х годов маршрут № 19 сокращён от ул. Ольжича до станции метро «Дорогожичи»
- 2007 год Конец эксплуатации троллейбусов марки Škoda 14Tr06
- 2007 год Начало эксплуатации троллейбусов марки ЛАЗ E301D1
- 21 октября 2007 года введена новая линия «Вокзал — Республиканский стадион» по ул. Жилянской (движением — от вокзала), а движение по ул. Саксаганского стало — к вокзалу, здесь восстановлено движение маршрута № 3
- 2008 год Начало эксплуатации троллейбусов марки МАЗ-ЭТОН Т103
- 2009 год Конец эксплуатации троллейбусов марки Škoda 14Tr02 и Škoda 14Tr89/6

### Маршруты от1 января2010 года
- 1 мая 2010 года закрыт маршрут № 21.
- 2011 год Закрыты маршруты № 27а, 27к.
- 2011 год Конец эксплуатации троллейбусов марки Škoda 14Tr07
- 2011 год Начало эксплуатации троллейбусов марки Богдан Т70110
- 4 октября 2011 года введена новая линия «Домостроительный комбинат № 3 — Ж.-д. станция Киев-Волынский», продлён маршрут № 27 «Ж.-д. станция Киев-Волынский — Станция метро „Петровка“».
- 1 июня 2012 года на время проведения «Евро-2012» временно введен маршрут № 8а «ул. Терещенковская — аэропорт „Киев“».
- 25 октября 2012 года введен скоростной троллейбус по маршруту № 28 "жд.пл. «Зенит» — Станция «Ватутина». Обслуживается ТД № 3
- 2012 год восстановлен маршрут № 21. Обслуживается совместно с ТРЭД № 2. (Пиковый)
- 2014 год начало эксплуатации троллейбусов марки Богдан Т90110
- 23 августа 2014 года начал работу новый маршрут № 9 «Аэропорт „Киев“ — ст.м. „пл. Льва Толстого“».
- 8 апреля 2015 года 2 выпуска маршрутов № 7к и № 7 были переданы в троллейбусное депо № 3.
- 4 апреля 2015 года пущен новый маршрут № 40к «Кадетский Гай — ул. Жилянская».
- 15 ноября 2016 года отменён маршрут № 21. Параллельно продлен маршрут № 30 до ул. Кадетский Гай по трассе «ул. Милославская — ул. Кадетский Гай».
- С начала января 2017 года открыт ночной маршрут 92н «Железнодорожний вокзал „Южный“ — проспект Свободы».
- 4 декабря 2017 года открыт маршрут № 19д «ул. Кадетский Гай — ул. Мельникова (Мотоциклетный завод)» для изучение спроса жителей Соломенского и Шевченковского районов в пассажирских перевозках.
- 18 августа 2018 года переориентируется маршрут № 9 с площади Льва Толстого до ст. м. «Дворец спорта» через Южный железнодорожный вокзал[8].
- 22 августа 2018 года вносятся изменения в трассу следования ночного маршрута № 92Н. А именно: маршрут удлиняется от железнодорожного вокзала «Южный» по Воздухофлотскому проспекту до аэропорта «Киев».
- 2019 год начало эксплуатации троллейбусов марки Богдан Т90117
- 17 марта 2019 года в связи с реконструкцией Шулявского путепровода вносится ряд изменений. А именно: закрыты маршруты № 22, 27, пущены маршруты № 21к «ул. Кадетский Гай - Индустриальный путепровод», № 22к «Аэропорт «Киев» - Индустриальный путепровод», № 27к «Ж.-д. станция Киев-Волынский - Индустриальный путепровод», № 27а «Станция метро «Петровка» - ул. Дегтяревская», № 30К «Ул. Милославская - ул. Дегтяревская», а маршрут №30 перенаправлен через улицы Рижскую, Дорогожицкую, Мельникова, Черновола и Воздухофлотский проспект.

### Маршруты от1 января2020 года
- 23 марта 2020 года в связи с пандемией COVID-19 была приостановлена работа всех маршрутов за исключением маршрута №30, а маршрут №92н стал курсировать в дневном режиме. Проезд осуществляется только для отдельных категорий граждан и при наличии спецпропусков, документов, удостоверяющих личность и средств индивидуальной защиты.
- 23 мая 2020 года связи с ослаблением карантина возобновлена работа всех маршрутов в обычном режиме, а также восстановлены маршруты №22 «ул. Ольжича — аэропорт "Киев"», №27 Ж.-д. станция Киев-Волынский — Станция метро "Почайна", маршрут №30 возвращен через улицы Довженко, Гетьмана, Чоколовский бульвар, а маршруты №21к, 22к, 27к, 27А упразднены.
- 1 августа 2020 года возобновлен маршрут №42 «Станция метро "Лыбедская" - улица Дегтярёвская», маршрут №42д упразднен